# Auricola destra
L'auricola destra è una formazione sacciforme che si stacca dalla parte anteriore e superiore dell'atrio destro. Ha una forma triangolare con la base posteriore e risulta appiattita trasversalmente.
Sono visibili due facce: una faccia esterna convessa, che prolunga la faccia destra dell'atrio, e una faccia profonda concava che abbraccia la porzione antero-laterale dell'aorta. 
Il suo margine inferiore corrisponde al solco coronarico, quello superiore all'aorta e qui è in rapporto con una piccola formazione adiposa, nota come piega preaortica.